# Гун Жуньбо
Гун Жуньбо́ (6 июля 1973 года — 31 декабря 2006 года) — китайский серийный убийца, который в период с марта 2005 года по февраль 2006 года убил 6 детей в возрасте от 9 до 16 лет.

## Убийства
Гуна посадили в тюрьму в октябре 1996 года за изнасилование 15-летней девочки. Он был освобождён в 2004 году. Гун подверг сексуальному насилию и убил шесть детей в городе Цзямусы провинции Хэйлунцзян на северо-востоке Китая. Кроме того, он домогался к пяти другим детям в возрасте 12 и 13 лет. Гун Жуньбо был арестован 28 февраля 2006 года, когда мальчик сбежал из его квартиры и позвонил в полицию. Полиция схватила Гуна в близлежащем интернет-кафе и нашла у него в квартире четыре разлагающихся тела и детскую одежду. Было выявлено 6 совершенных им убийств.
Гун Жуньбо был казнён 31 декабря 2006 года.